# Andrew Ramsay
Sir Andrew Crombie Ramsay, född 31 december 1814 i Glasgow, död 9 december 1891 i Beaumans, var en skotsk geolog.
Ramsay var som efterträdare till Roderick Murchison chef för Brittiska geologiska undersökningen 1872–81. I striderna om de äldsta fossilförande bildningarna, om silursystemets klassifikation och om de skotska högländernas geologi ställde han sig obetingat på Murchisons sida; likaså hade teorin om sjöbäckens uppkomst genom isens erosion, förekomsten av fler än en istid liksom "Old Reds" limniska natur i honom en ivrig försvarare. Han tilldelades Wollastonmedaljen 1871 och Royal Medal 1879.
Andrew Ramsay var farbror till mottagaren av Nobelpriset i kemi William Ramsay.